# Чемпионат Европы по фигурному катанию 2021
Чемпионат Европы по фигурному катанию 2021 года — отменённое соревнование среди фигуристов европейских стран в сезоне 2020/2021 годов. Должно было пройти с 25 по 31 января в хорватской столице Загреб. Спортсмены должны были выступить в категориях мужское и женское одиночное катание, парное фигурное катание и танцы на льду. 10 декабря Международный союз конькобежцев принял решение окончательно отменить турнир по причине ухудшающейся эпидемической обстановки, связанной с пандемией COVID-19.

## Место проведения
В июне 2018 года в испанском городе Севилья на конгрессе ИСУ поступила лишь одна заявка на чемпионат Европы 2021 года. Без голосования континентальный чемпионат в пятый раз получил Загреб и в третий раз Хорватия (дважды чемпионат проходил в Югославии, куда входила Хорватия на правах автономии).

## Участники
В чемпионате участвуют фигуристы из европейских стран — членов Международного союза конькобежцев (к европейским странам также относятся Израиль, Турция, Грузия, Армения, Азербайджан), достигшие 15-летнего возраста на момент 1 июля 2020 года.
По итогам чемпионата Европы 2020 года каждая страна имеет право выставить от одного до трех спортсменов в каждой дисциплине. Национальные федерации составляют заявку на основе собственных критериев, но выбранные фигуристы должны достичь минимальной технической оценки элементов на международном соревновании до чемпионата Европы.

### Представительство по странам
Более одного участника (пары) представляют следующие национальные федерации:
|   | Мужчины                                                    | Женщины                                                                   | Пары                        | Танцы                                                          |
| - | ---------------------------------------------------------- | ------------------------------------------------------------------------- | --------------------------- | -------------------------------------------------------------- |
| 3 | Россия · Италия                                            | Россия                                                                    | Германия · Россия · Италия  | Россия                                                         |
| 2 | Латвия · Израиль · Германия · Чехия · Азербайджан · Грузия | Италия · Эстония · Польша · Азербайджан · Швейцария · Франция · Финляндия | Австрия · Франция · Венгрия | Франция · Великобритания · Италия · Испания · Украина · Польша |

### Минимальная оценка за элементы
Национальные федерации (ассоциации) выбирают участников на основании собственных критериев, но заявленные участники должны были достичь минимальной оценки за элементы (TES) на международных соревнованиях, проводившихся до чемпионата Европы.
| Минимальный технический результат (TES) | Минимальный технический результат (TES) | Минимальный технический результат (TES) |
| Вид                                     | Короткая программа                      | Произвольная программа                  |
| --------------------------------------- | --------------------------------------- | --------------------------------------- |
| Мужчины                                 | 28                                      | 46                                      |
| Женщины                                 | 23                                      | 40                                      |
| Пары                                    | 25                                      | 42                                      |
| Танцы на льду                           | 28                                      | 44                                      |